# Constellations
Constellations es el tercer álbum de estudio de la banda estadounidense de metalcore August Burns Red. El álbum fue lanzado el 14 de julio de 2009 a través de Solid State Records. El álbum empezó en el puesto #24 en el  Billboard 200 con 20,401 copias vendidas en su primera semana. En el 2010, este álbum fue nominado en los GMA Dove Awards por el Álbum de Rock del Año. 

## Lista de canciones
1. "Thirty and Seven" - 3:18
2. "Existence" - 3:53
3. "Ocean of Apathy" - 3:56
4. "White Washed" - 3:45
5. "Marianas Trench" - 4:17
6. "The Escape Artist" - 3:57
7. "Indonesia" - 3:33
8. "Paradox" - 3:18
9. "Meridian" - 5:58
10. "Rationalist" - 2:38
11. "Meddler" - 3:52
12. "Crusades" - 5:10

## Personal
August Burns Red
- Jake Luhrs – voz
- JB Brubaker – guitarra
- Brent Rambler – guitarra
- Dustin Davidson – bajo, voz
- Matt Greiner – batería, piano

Producción
- Producido y mezclado por Jason Suecof
- Mezcla adicional por Devin Townsend
- Masterizado por Troy Glessner
- Arte por Ryan Clark